# چنیه
چِنیِه (به مجاری:  Csénye) یک شهرداری در مجارستان است که در واش واقع شده‌است. چنیه ۱۹٫۱۲ کیلومتر مربع مساحت و ۶۳۶ نفر جمعیت دارد.